# Cyclops curticaudus
Cyclops curticaudus – gatunek widłonoga z rodziny Cyclopidae, nazwa naukowa gatunku została po raz pierwszy opublikowana w 1847 roku przez amerykańskiego zoologa, Jamesa Dwighta Dana.